# Amar es para siempre
Amar es para siempre es una serie de televisión española emitida en Antena 3, continuación a su vez de la serie Amar en tiempos revueltos, emitida entre 2005 y 2012 en Televisión Española y producida por Diagonal TV (del grupo Endemol Shine Iberia). 
La serie empezó sus emisiones el 14 de enero de 2013, emitiéndose de lunes a viernes en las sobremesas entre 16h15 y 17h30. Al iniciar su tercera temporada en septiembre de 2014 retrasó levemente su horario pasando a emitirse de 16h30 a 17h45, horario que mantuvo hasta el 12 de junio de 2023, cuando lo adelantó para emitirse de 15h45 a 17h00. Con la llegada de Sueños de libertad a las sobremesas 'Amar' redujo su horario en sus últimos capítulos, emitiéndose de 16h45 a 17h15 entre el 26 de febrero y el 6 de marzo de 2024, día en el que también estrenó su último capítulo a las 22h50.
El 15 de diciembre de 2016 cumplió 1.000 capítulos, siendo la segunda serie con más capítulos en la historia de Antena 3. El 1 de diciembre de 2020 la serie cumplió 2.000 capítulos. El 21 de noviembre de 2022 la serie alcanzó los 2.500 capítulos, convirtiéndose en la más longeva de la televisión española con sus años en La 1, con un total de más de 4.200 episodios. En sus años de emisión, 'Amar' fue, además de la ficción diaria más vista, muy por delante de sus principales competidores, la serie más vista de la televisión.
El 5 de mayo de 2023 se dio a conocer que la cadena había pedido al equipo de la serie trabajar en una decimosegunda temporada pensando en la posibilidad de que fuese la última, asegurando así el poder cerrarla definitivamente de una forma satisfactoria y con sentido tanto para la ficción como para sus espectadores. El 9 de junio se confirmó el final de la serie en su duodécima temporada, el cual llegaría previsiblemente a inicios de 2024. El 26 de octubre de 2023 finalizaron las grabaciones de la serie.
Tras un total de 2.829 capítulos y más de once años en emisión en Antena 3, la serie emitió su último capítulo el miércoles 6 de marzo de 2024 en prime time. La emisión fue acompañada de un programa especial titulado Hasta siempre, Amar presentado por Manel Fuentes y Rebeca Haro donde se repasaron los momentos más especiales de la serie con sus protagonistas. Los casi diecinueve años de emisión ininterrumpida junto a su etapa en Televisión Española, con un total de 4.545 episodios entre ambas etapas, la consolidan como la serie más longeva de la televisión en España.

## Temporadas
| Temporadas | Temporadas | Episodios | Ambientación                      | Estreno                  | Final                    | Audiencia media | Audiencia media | Audiencia media |
| Temporadas | Temporadas | Episodios | Ambientación                      | Estreno                  | Final                    | Espectadores    | Cuota           |                 |
| ---------- | ---------- | --------- | --------------------------------- | ------------------------ | ------------------------ | --------------- | --------------- | --------------- |
|            | 1          | 165       | octubre 1960 – junio 1961         | 14 de enero de 2013      | 4 de septiembre de 2013  | 1 640 000       | 13,4            |                 |
|            | 2          | 256       | septiembre 1961 – marzo 1963      | 5 de septiembre de 2013  | 9 de septiembre de 2014  | 1 673 000       | 14,1            |                 |
|            | 3          | 256       | julio 1963 – mayo 1964            | 10 de septiembre de 2014 | 3 de septiembre de 2015  | 1 712 000       | 14,7            |                 |
|            | 4          | 254       | septiembre 1964 - junio 1965      | 4 de septiembre de 2015  | 5 de septiembre de 2016  | 1 534 000       | 13,4            |                 |
|            | 5          | 256       | septiembre 1967 – julio 1968      | 6 de septiembre de 2016  | 11 de septiembre de 2017 | 1 388 000       | 12,4            |                 |
|            | 6          | 256       | septiembre 1969 – septiembre 1970 | 12 de septiembre de 2017 | 18 de septiembre de 2018 | 1 385 000       | 12,1            |                 |
|            | 7          | 250       | septiembre 1975 – julio 1976      | 19 de septiembre de 2018 | 13 de septiembre de 2019 | 1 348 000       | 12,2            |                 |
|            | 8          | 253       | septiembre 1976 – septiembre 1977 | 16 de septiembre de 2019 | 15 de septiembre de 2020 | 1 247 000       | 10,8            |                 |
|            | 9          | 251       | septiembre 1978 – septiembre 1979 | 16 de septiembre de 2020 | 9 de septiembre de 2021  | 1 246 000       | 11,3            |                 |
|            | 10         | 254       | septiembre 1980 – agosto 1981     | 10 de septiembre de 2021 | 9 de septiembre de 2022  | 1 185 000       | 12,2            |                 |
|            | 11         | 223       | septiembre 1981 – agosto de 1982  | 12 de septiembre de 2022 | 25 de julio de 2023      | 1 042 000       | 11,1            |                 |
|            | 12         | 155       | agosto 1982 – septiembre de 1984  | 26 de julio de 2023      | 6 de marzo de 2024       | 1 102 000       | 11,5            |                 |
| Total      | Total      | 2.829     | 1960 – 1984                       | 2013                     | 2024                     | 1 375 000       | 12,4            |                 |

- Los especiales Hasta siempre, Amar y Los mejores momentos de Amar es para siempre cosecharon en el late night tras la emisión del último capítulo 479 000 (11,7%) y 149 000 (7,2%) espectadores respectivamente.

Notas
1. ↑  Esta temporada contó en emisión con 251 episodios (en lugar de los 256 previstos en guion), ya que frente al estreno de Acacias 38 y Seis Hermanas en La 1, Antena 3 decidió alargar los episodios de Amar emitiendo episodio y medio cada día entre el 16 y el 29 de abril, contando así la temporada con cinco episodios menos en emisión. En Atresplayer Premium se encuentran disponibles los 256 episodios con su montaje original
2. ↑  Por un error en la emisión, el episodio 760 (correspondiente al 83 de la cuarta temporada), no fue emitido el día correspondiente, 4 de enero de 2016, haciéndolo en su lugar el episodio 761. El episodio 760 fue estrenado días más tarde a través de la plataforma Atresplayer, permaneciendo inédito en televisión a día de hoy, no contabilizándose en la media de audiencias
3. ↑  Esta temporada contó en emisión con 220 episodios (en lugar de los 223 previstos en guion), ya que frente al estreno de Mía es la venganza en Telecinco, Antena 3 decidió alargar los episodios de Amar emitiendo episodio y medio cada día entre el 12 y el 19 de junio, contando así la temporada con tres episodios menos en emisión. En Atresplayer Premium se encuentran disponibles los 223 episodios con su montaje original
4. ↑  La llegada del nuevo serial Sueños de libertad a las tardes de Antena 3 compatibilizando franja con los últimos capítulos de Amar llevó a la cadena a dividir los episodios 2.821 al 2.824 en dos mitades, pasando a ser ocho episodios de media hora de duración (numerados ahora del 2.821 al 2.828), los cuales fueron emitidos entre el 26 de febrero y el 6 de marzo. El último episodio (numerado ahora 2.829 en lugar de 2.825) se emitió íntegro la noche del 6 de marzo. La temporada por tanto pasó a contar con cuatro episodios más: de los 151 previstos en guion a los 155 emitidos, llevándola a finalizar el 6 de marzo en lugar del día 1.

## Reparto
La serie cuenta con un amplio reparto, renovado con nuevos personajes cada temporada.
Varios actores de Amar en tiempos revueltos aparecen de nuevo en Amar es para siempre; entre ellos están Manuel Baqueiro, Itziar Miranda, José Antonio Sayagués, Federico Aguado, Maica Barroso, Javier Collado, Nadia de Santiago, Carlos García y Sara Casasnovas. Los protagonistas principales de la serie en su primera temporada (octubre de 1960 - junio de 1961) son interpretados por Bárbara Goenaga y Marc Clotet, junto con Josep Linuesa, Mónica Estarreado, Aitor Mazo, Rosana Pastor, Josep Julien, Chusa Barbero, Rocío Muñoz-Cobo, Raquel Infante, Carmen Conesa, Juan Messeguer, Enrique Berrendero, Anna Barrachina, Ledicia Sola, Elena Furiase, Patxi Freytez, Jaime Pujol y Jaume Ulled.
En la segunda temporada (septiembre de 1961 - marzo de 1963) se incorporaron Ángela Cremonte, Alfonso Bassave, Asier Etxeandia, Antonio Garrido, Belén López, Octavi Pujades, Anna Castillo, Alicia Sanz, María Morales, Silvia Alonso, Elena Jiménez, Marian Arahuetes, Secun de la Rosa, Jordi Rebellón y Jaime Blanch, entre otros. Continúan Manuel Baqueiro, Itziar Miranda, José Antonio Sayagués, Javier Collado, Nadia de Santiago, Raquel Infante, Federico Aguado y Anna Barrachina.
En la tercera temporada (29 de julio de 1963 - mayo de 1964) se incorporaron Sara Rivero, Juanjo Artero, Ana Milán, Óscar Ladoire, Daniel Freire, Javier Hernández, Xenia Tostado, Daniel Albaladejo, Ferrán Vilajosana, Roger Coma, Fernando Vaquero, Nuria Gago, Alejandro Albarracín, Natalia Rodríguez, Chiqui Fernández, Luis Bermejo, Andrea Duro, Miriam Montilla, Álex Martínez, Carolina Lapausa, Álex Barahona, Laura Domínguez, Nani Jiménez, Pedro Casablanc, Anabel Alonso, Pepón Nieto y Jesús Olmedo, entre otros. Continúan Manuel Baqueiro, Itziar Miranda, José Antonio Sayagués, Javier Collado, Nadia de Santiago, Federico Aguado y Anna Castillo. [cita requerida]
Para la cuarta temporada (septiembre de 1964 - junio de 1965) se incorporaron Elia Galera, Armando del Río, Juan Manuel Lara, Ana Polvorosa, Toni Cantó, Michelle Calvó, Junio Valverde, Eva Marciel, Javier Mora, Víctor Sevilla, Lucía Martín Abello, Álvaro Monje, Ana Fernández García, Bárbara Mestanza, Lola Herrera y Jorge Sanz, continuando Manuel Baqueiro, Itziar Miranda, José Antonio Sayagués, Alejandro Albarracín, Natalia Rodríguez, Álex Barahona, Nuria Gago, Anabel Alonso y Juanjo Artero. [cita requerida]
Para la quinta temporada (septiembre de 1967 - julio de 1968) se incorporaron Mariona Ribas, Nancho Novo, Thaïs Blume, Javier Pereira, Antonio Molero, Miguel Ángel Muñoz, Mariam Hernández, Katia Klein, Gonzalo Kindelán, Gorka Lasaosa, Arturo Querejeta, Óscar Ortuño, Blanca Parés, Iñaki Miramón, Ana Torrent y María José Goyanes, manteniéndose Manuel Baqueiro, Itziar Miranda, José Antonio Sayagués, Lucía Martín Abello y Anabel Alonso. [cita requerida]
Para la sexta temporada (septiembre de 1969 - septiembre de 1970) se incorporaron Fernando Cayo, Sonia Almarcha, Víctor Clavijo, Olivia Molina, Meritxell Calvo, Guillermo Barrientos, Ruth Núñez, Jonás Berami, Jacobo Dicenta, José Luis Torrijo, Jorge Usón, María Barranco y María Adánez, manteniéndose Mariona Ribas, Manuel Baqueiro, Itziar Miranda, José Antonio Sayagués, Antonio Molero, Lucía Martín Abello, Anabel Alonso e Iñaki Miramón.
Para la séptima temporada (septiembre de 1975 - agosto de 1976) se incorporaron María Castro, Fernando Andina, Francisco Ortiz, Anna Azcona, Miguel Hermoso, Robert González, David Castillo, Natalia Huarte, Angy Fernández, Carol Rovira, Cristina Alcázar, Lucía de la Fuente y Críspulo Cabezas, manteniéndose Manuel Baqueiro, Itziar Miranda, José Antonio Sayagués, Lucía Martín Abello, Jonás Berami, Paula Usero, Anabel Alonso e Iñaki Miramón.
Para la octava temporada (septiembre de 1976 - septiembre 1977) se incorporaron Adriana Torrebejano, David Janer, José Manuel Seda, Lucía Jiménez, Beatriz Argüello, Llorenç González, Alba Gutiérrez, Luz Valdenebro, Marina Orta, Álvaro de Juana, Raúl Ferrando, Juan de Vera, Fede Celada, Sara Moraleda, Toni Misó, Julia Carnero o Adrià Collado, manteniéndose Manuel Baqueiro, Itziar Miranda, José Antonio Sayagués, Paula Usero, Carol Rovira, Anabel Alonso e Iñaki Miramón.
Para la novena temporada (septiembre de 1978 - septiembre de 1979) se incorporan nuevos actores de la talla de Manuela Velasco, Unax Ugalde, Oriol Tarrasón, Joaquín Notario, Joseba Apaolaza, Llum Barrera, Eva Rufo, Sara Vidorreta, Clara de Ramón y César Vicente, manteniéndose Itziar Miranda, Manuel Baqueiro, José Antonio Sayagués, David Janer, Luz Valdenebro, Sebas Fernández, Álvaro de Juana, Ángela Arellano, Anabel Alonso e Iñaki Miramón.
Para la décima temporada (septiembre de 1980 - agosto de 1981) se incorporan Jon Plazaola, Carles Francino, Carlota Baró, Ane Gabarain, Carmen Ruiz, David Lorente, Raquel Espada, Alejandro Sigüenza, Lucía Barrado, Adam Jezierski, Guillermo Manuel Ortega, Andrea Trepat, Beatriz Arjona, Alberto Amarilla, Sofía Milán y Jesús Castejón, manteniéndose Itziar Miranda, Manuel Baqueiro, José Antonio Sayagués, David Janer, Luz Valdenebro, Ángeles Martín, Sebas Fernández, Anabel Alonso e Iñaki Miramón.
Para la undécima temporada (septiembre de 1981 - agosto de 1982) se incorporan Melani Olivares, Jorge Bosch, Fernando Coronado, Adelfa Calvo, Toni Sevilla, Daniel Muriel, Pepa Rus, Paula Iwasaki, Carlos Serrano-Clark, Adriana Ubani, Daniel Cabrera, Ander Azurmendi y Antonio Durán “Morris”, manteniéndose Itziar Miranda, Manuel Baqueiro, José Antonio Sayagués, Luz Valdenebro, David Janer, Sebas Fernández, Anabel Alonso, Iñaki Miramón, Ángeles Martín y Andoni Ferreño.
Para la duodécima temporada y la última de la serie (agosto de 1982 - agosto de 1983) se incorporan Aida Folch, Roberto Álvarez, Juan Blanco, Sergio Mur, Paula Gallego, Clara Garrido, Javier Albalá, Norma Ruiz, Carlos Cabra, Andrea Guasch, Claudia Vega, Alberto Olmo, Ramon Pujol, Alba Recondo, Carlos González y Miriam Díaz-Aroca, manteniéndose Itziar Miranda, Manuel Baqueiro, José Antonio Sayagués, Sebas Fernández, Anabel Alonso e Iñaki Miramón de temporadas anteriores.
Con motivo de la temporada final regresaron a la serie personajes de temporadas anteriores, siendo el de Silvia Aparicio, interpretado por la actriz Cristina Alcázar durante la séptima temporada, el primero confirmado. El 16 de enero de 2024 se confirmaron, a través de un tráiler sobre el final de la serie, los regresos de Natalia Rodríguez, Lucía Martín Abello, Álvaro de Juana, Daniel Cabrera y Sofía Milán en los papeles de Leonor, María, Manolín, Ciriaco y Catalina, todos ellos hijos de Manolita y Marcelino. Con ellos también se confirmaría la presencia en el final de la serie de Alejandro Albarracín, Miguel en la ficción, Jonás Berami que interpreta a Ignacio y Carol Rovira como Amelia. El 1 de febrero la actriz Carol Rovira confirmó a través de una publicación en Instagram el regreso de Paula Usero como Luisita. Además, en el capítulo 2.819 regresaron David Janer y Luz Valdenebro en los papeles de Guillermo y Cristina, respectivamente. El último regreso producido fue el de Ángeles Martín, Visi en la ficción.

## Serie derivada
El 14 de noviembre de 2019 se anunció que la serie contaría con su primer spin-off, #Luimelia, de seis capítulos de diez minutos, estrenado a través de la plataforma Atresplayer Premium el 14 de febrero de 2020. El spin-off se centra en la relación de los personajes de Luisita Gómez y Amelia Ledesma (interpretados por Paula Usero y Carol Rovira, respectivamente) en el presente, 43 años después de su historia original. El 11 de marzo de 2020 se anunció que #Luimelia contaría con una segunda y tercera temporada. La segunda temporada, también de ocho episodios de diez minutos de duración, fue estrenada el 16 de agosto de 2020, mientras que la tercera lo hizo el 17 de enero de 2021. El 17 de diciembre de 2020 la serie fue renovada por una cuarta temporada de ocho episodios, los cuales contarían con un mayor presupuesto y una duración más extensa que los de las tres primeras, pasando a una duración media de treinta minutos. Esta temporada fue estrenada el 25 de julio de 2021. 
El spin-off cuenta, además, con la participación de Lucía Martín Abello, Jonás Berami, Itziar Miranda, Manuel Baqueiro, Lena Fernández, Álvaro de Juana, Alba Gutiérrez y César Mateo en los papeles de María Gómez, Ignacio Solano, Manolita Sanabria, Marcelino Gómez, Maruxa Linares, Manolín Gómez, Marina Crespo y Sebas Montalbo, que ya interpretaron respectivamente en la serie madre. Por su parte, Adriana Torrebejano, David Janer, Lucía Jiménez, Luz Valdenebro, Alicia Rubio, Resu Morales, Carmen Losa, Francesco Carril, Jordi Planas y Ariana Martínez participan en #Luimelia interpretando distintos papeles a los que desarrollaron en la serie madre. La serie también cuenta con la participación de actores y actrices que no han intervenido previamente en Amar es para siempre como es el caso de Jorge Silvestre, Silma López, Laura Sánchez, Roi Méndez o Javier Botet. Joaquín Climent y Ana Labordeta interpretan a partir de la cuarta temporada a Tomás Ledesma y Devoción González, personajes que aparecieron previamente en la serie madre siendo interpretados entonces por Mikel Tello y Diana Peñalver. Climent y Labordeta, junto a Claudia Traisac, participaron previamente en Amar en tiempos revueltos, interpretando en #Luimelia distintos papeles a los que desarrollaron en esta serie.
El 18 de septiembre de 2020 se anunció un nuevo spin-off de la serie, también protagonizado por los personajes de Paula Usero y Carol Rovira. Bajo el nombre de #Luimelia77, consiste en nuevo montaje de las escenas de Luisita y Amelia en Amar es para siempre, junto a nuevo contenido, narrando el año y medio de relación que ambos personajes mantuvieron en la serie madre. El primero de los cuatro episodios que lo componen fue estrenado el 22 de noviembre de 2020 a través de la plataforma Atresplayer Premium. #Luimelia77 llegó a su fin el 13 de diciembre de 2020.

## Premios y nominaciones
Premios ALMA del Sindicato de Guionistas
| Año  | Categoría                   | Premiado | Resultado |
| ---- | --------------------------- | --- | --------- |
| 2019 | Mejor Guion de Serie Diaria | Eva Baeza, Daniel del Casar, Borja Glez. Santaolalla, Diana Rojo, Ángel Turlán, Verónica Viñé, Julia Altares, Tirso Conde, Beatriz Duque de Blas, Óscar Corredor Alonso, Mercedes Cruz, Covadonga Espeso, Nacho Faerna, Pablo Fajardo, Miriam García Montero, Ángeles González-Sinde, Ariana Martín Carmassi, María José García-Mochales, Aitor Santos, Rodolf Sirera, Macu Tejera y Virginia Yagüe                                                           | Ganadora  |
| 2020 | Mejor Guion de Serie Diaria | Borja Glez. Santaolalla, Diana Rojo, Aitor Santos, Ángel Turlán, Ángel Agudo, Bárbara Alpuente, Julia Altares, Eva Baeza, Tirso Conde, Óscar Corredor Alonso, Mercedes Cruz, Paco de Campos, Daniel del Casar, Beatriz Duque de Blas, Covadonga Espeso, Pablo Fajardo, María José García-Mochales, Miriam García Montero, Ángeles González-Sinde, Anna Marchessi, Ariana Martín Carmassi, Maite Pérez Astorga, Macu Tejera y Virginia Yagüe                   | Nominada  |
| 2021 | Mejor Guion de Serie Diaria | Ángel Agudo, Tirso Conde, Beatriz Duque de Blas, Borja Glez. Santaolalla, Diana Rojo, Aitor Santos, Ángel Turlán, Verónica Viñé, Bárbara Alpuente, Julia Altares, Óscar Corredor Alonso, Mercedes Cruz, Paco de Campos, Daniel del Casar, Covadonga Espeso, Pablo Fajardo, Anna Marchessi, Ariana Martín Carmassi, Maite Pérez Astorga, Macu Tejera y Virginia Yagüe                                                                                          | Ganadora  |
| 2022 | Mejor Guion de Serie Diaria | Verónica Viñé, Ángel Agudo, Beatriz Duque de Blas, Bárbara Alpuente, Julia Altares, Tirso Conde, Óscar Corredor Alonso, Mercedes Cruz, Paco de Campos, Daniel del Casar, Covadonga Espeso, Pablo Fajardo, Miriam García Montero, Anna Marchessi, Ariana Martín Carmassi, David Méndez Fernández, Aitor Santos, Macu Tejera, Ángel Turlán y Virginia Yagüe | Nominada  |
| 2023 | Mejor Guion de Serie Diaria | Verónica Viñé, Ángel Agudo, Beatriz Duque de Blas, Bárbara Alpuente, Julia Altares, Casandra Balbás, Tirso Conde, Óscar Corredor Alonso, Mercedes Cruz, Paco de Campos, Covadonga Espeso, Pablo Fajardo, Miriam García Montero, Ariana Martín Carmassi, David Méndez Fernández, María José García-Mochales, David Paniagua de Paz, Olga Salvador, Aitor Santos, Macu Tejera, Ángel Turlán y Virginia Yagüe                                                    | Ganadora  |
| 2024 | Mejor Guion de Serie Diaria | Pablo Fajardo, Verónica Viñé, Ángel Agudo, Ariana Martín Carmassi, Beatriz Duque de Blas, Bárbara Alpuente, Julia Altares, Casandra Balbás, Juan Carlos Blázquez, Óscar Corredor Alonso, Mercedes Cruz, Covadonga Espeso, Miriam García Montero, Matías García Martín, Ángeles González-Sinde, David Méndez Fernández, María José García-Mochales, David Paniagua de Paz, Juanjo Ramírez Mascaró, Olga Salvador, Itziar Sanjuán, Macu Tejera y Virginia Yagüe | Ganadora  |

Premio MiM Series
| Año  | Categoría                           | Premiado             | Resultado |
| ---- | ----------------------------------- | -------------------- | --------- |
| 2019 | Premio DAMA a la Mejor Serie Diaria | Amar es para siempre | Nominada  |
| 2021 | Premio DAMA a la Mejor Serie Diaria | Amar es para siempre | Nominada  |
| 2022 | Premio DAMA a la Mejor Serie Diaria | Amar es para siempre | Nominada  |

Festival Internacional de Cine de Almería
| Año  | Categoría                                              | Premiado             | Resultado |
| ---- | ------------------------------------------------------ | -------------------- | --------- |
| 2022 | Premio de Honor del Certamen de Series                 | Amar es para siempre | Ganadora  |
| 2023 | Mejor Serie de Emisión Diaria en el Certamen de Series | Amar es para siempre | Nominada  |

FesTVal de Vitoria
| Año  | Categoría                                                          | Premiado             | Resultado |
| ---- | ------------------------------------------------------------------ | -------------------- | --------- |
| 2023 | Premio FesTVal a programas y series más destacados de la temporada | Amar es para siempre | Ganadora  |

Festival Internacional Series Nostrum
| Año  | Categoría     | Premiado             | Resultado |
| ---- | ------------- | -------------------- | --------- |
| 2024 | Premio Legado | Amar es para siempre | Ganadora  |

Premios de la Unión de Actores
| Año  | Categoría                             | Premiado                           | Resultado |
| ---- | ------------------------------------- | ---------------------------------- | --------- |
| 2015 | Mejor actor de reparto de televisión  | Jaime Blanch como Patricio Valdés  | Nominado  |
| 2019 | Mejor actor de reparto de televisión  | Borja Maestre como Manuel Ortiz    | Nominado  |
| 2023 | Mejor actor de reparto de televisión  | Iñaki Miramón como Justo Quintero  | Ganador   |
| 2023 | Mejor actriz secundaria de televisión | Carmen Ruiz como Penélope Valdivia | Nominada  |

Premios Iris
| Año  | Categoría                              | Premiado                      | Resultado |
| ---- | -------------------------------------- | ----------------------------- | --------- |
| 2017 | Mejor actor                            | Nancho Novo como Félix Novoa  | Nominado  |
| 2020 | Mejor ficción                          | Amar es para siempre          | Nominada  |
| 2022 | Mejor actor                            | Jon Plazaola como Raúl García | Nominado  |
| 2023 | Premio Iris de la Prensa Especializada | Amar es para siempre          | Ganadora  |

Festival de Cine Lésbico y Gai de Andalucía Andalesgai
| Año  | Categoría                                        | Premiado                   | Resultado |
| ---- | ------------------------------------------------ | -------------------------- | --------- |
| 2019 | Premio Andalesgai a la visibilidad del colectivo | Paula Usero y Carol Rovira | Ganadoras |

Medalla de Oro de los Amantes de Teruel
| Año  | Categoría                               | Premiado                         | Resultado |
| ---- | --------------------------------------- | -------------------------------- | --------- |
| 2013 | Medalla de Oro de los Amantes de Teruel | Itziar Miranda y Manuel Baqueiro | Ganadores |

## Libros inspirados en la serie
- Ese brillo en tus ojos, Sergio Barrejón (Planeta, 2013).
- Los dichos de Pelayo, José Antonio Sayagués (Planeta, 2013).
- El último viaje de Víctor Reyes, Tirso Calero (Planeta, 2016).
- Luimelia en París, Anna Marchessi y Pablo Murciano (Plaza & Janés, 2022).